# Fraternite
《fraternite》是日本遊戲品牌CLOCKUP於2014年7月25日發售的戀愛冒險類型成人遊戲，2019年9月27日發售HD版。標題「fraternite」指的是法文的「友愛」（fraternité）。這是自CLOCKUP在2011年發表的《euphoria》以來第二部獵奇作品。

## 故事
被侵犯的少女為了尋求救贖，而和家人一起搬到了新的城市。在為了姐姐而遷移的都市裡遇見了某個少女，產生了朦朧的戀愛預感的少年。希望讓加入可疑團體的少女和姐姐得到救贖。從殘酷的現實之中尋求救贖的少女們，和希望她們得到救贖的人們。同樣以救贖為目標，兩者的心沒有產生任何交錯，交結地，誕生了名為「救贖」的悲劇。

## 登場角色

### 主要角色
白坂大智（聲優：芦久比剥巳）
故事主人公。美櫻的弟弟、芽生的哥哥。擁有正常的常識和良心，重視家人的普通少年。對在搬家第一天相遇的愛懷著朦朧的好感。擔心著遭遇不幸事件的姐姐美櫻，對搬家後的恢復感覺可疑的他，跟在姐姐後面之後得知了可疑團體的存在。雖然想要救出熱衷於團體的姐姐和愛，但是……
白坂美櫻（聲優：和葉）
沉穩溫柔的聰慧少女。因為被歹徒強暴的原因一段時間封閉在自己的房間裡。但是以在網上與友佳相遇為契機逐漸恢復，對家人提出搬離這個不堪回首的城市。在遷移的城市裡在友佳的勸說下加入了某個團體……
白坂芽生（聲優：鹤屋春人）
美櫻和大智的妹妹。開朗率直，天真爛漫而讓人感覺有良好教養的禮儀端正的少女。對姐姐美櫻的事件不明詳細，只聽說是“交通事故”。自那以後便擔心著陰鬱的姐姐，在搬家處看見她恢復了開朗的性格而欣喜不已。
神村愛（聲優：こたつみやこ）
某處懷著陰影的班裡的高嶺之花的美少女。清純、文雅且柔弱。和美櫻與友佳出入同一個團體。和其他的少女一樣似乎尋求某人的“救贖”而加入了團體，但似乎還沒完全被洗腦，消極地幫助大智。
星野圓夏（聲優：橘まお）
愛的好友。開朗善良的非常普通的少女。羽毛球部所屬。對自己身為穩重內斂的愛的唯一好友感覺很滿足，但感覺兩人之間存在著什麼隔閡。因為大智的轉入得知愛加入奇怪的團體，雖然想要救出愛，但是……
菱木紗英子（聲優：手塚りょうこ）
擔任學園的學生會長的少女。表面上是品行端正的優等生。但是因為頭腦聰慧，內心輕視著周圍的人，對任何事都拿不出熱情，被狹隘的視野觀察觀所束縛。
户田心音（聲優：藤堂みさき）
被同班同學欺負的少女。性格內向，有著不懂察言觀色的部分。雖然悲嘆著自己被欺負的不幸命運，卻一副沉溺於悲劇中的樣子，如此的厚臉皮使得欺負進一步升級。

### 次要角色
小野田友佳（聲優：瀨乃ジュン）
熱衷於奇怪團體的少女。出於希望遭到和自己相似的境遇的美櫻得到救贖的善意想法而邀請了她。以拯救並解放迷途的少女的團體的活動為生存意義。
檜垣瑛（聲優：錫宮那由太）
品行端正的優等生，很受女生歡迎的美少年。弓道部部長，學生會副會長。和學生會長紗英子是青梅竹馬。性格善良且不會讓人生厭，對剛轉校的大智也很友好。
小西千喜（聲優]：丸井寧子）
心地善良的少女。自知自己沒有姿色，也接受了這一點。雖然也習慣了對自己外表的無情的冷嘲熱諷，但也夢想著和普通的少女一樣，被視為女性對待。
湯澤舞子（聲優：瀨乃ジュン）
欺負心音的同班同學。
管谷理惠（聲優：丸井寧子）
欺負心音的同班同學。
藤原奈津美（聲優：手塚りょうこ）
欺負心音的同班同學。
園田靜子（聲優：丸井寧子）
園田和男的妻子和誠信明輝塾的經營輔助。
園田和男（聲優：藤田惠一）
誠信明輝塾的經營者。

## 外部連結
- 官方網站（日語）
- HD版官方網站（页面存档备份，存于）（日語）